# 아메리칸 드림즈
아메리칸 드림즈(American Dreamz)는 미국에서 제작된 폴 웨이츠 감독의 2006년 코미디, 드라마 영화이다. 휴 그랜트 등이 주연으로 출연하였고 로드니 M. 리버 등이 제작에 참여하였다.

## 출연

### 주연
- 휴 그랜트
- 데니스 퀘이드
- 맨디 무어
- 윌렘 대포

### 조연
- 크리스 클라인
- 제니퍼 쿨리지
- 샘 골자리
- 마샤 게이 하든
- 세스 마이어스
- 존 조

## 제작진
- 미술: 윌리엄 아놀드
- 의상: 몰리 맥기니스
- 배역: 조세프 미들톤